# Zmuttgletscher
Zmuttgletscher – lodowiec o długości 6 km (2005 r.) i powierzchni 16,89 km² (1973 r.).
Lodowiec położony jest w Alpach Pennińskich w kantonie Valais w Szwajcarii.